# Amran (muhafaza)
Amran (arab. عمران) jedna z 21 jednostek administracyjnych Jemenu znajdująca się w północno-zachodniej części kraju. Według danych z 2017 roku liczyła 1 254 000 mieszkańców.